# Ágreda
Ágreda är en kommun i Spanien.   Den ligger i provinsen Provincia de Soria och regionen Kastilien och Leon, i den nordöstra delen av landet, 220 km nordost om huvudstaden Madrid. Antalet invånare är 3 177.